# Tryszczyn-Elektrownia
Tryszczyn-Elektrownia [ˈtrɨʂt͡ʂɨn ɛlɛkˈtrɔvɲa] es un pueblo en el distrito administrativo de Gmina Koronowo, en el Condado de Bydgoszcz, Voivodato de Cuyavia y Pomerania, en el norte de Polonia.